# Амин Бухари
Амин Муха́ммед Джан Буха́ри (араб. أمين محمد جان بخاري‎; род. 2 мая 1997, Саудовская Аравия) — саудовский футболист, вратарь клуба «Ан-Наср», выступающий на правах аренды за «Аль-Иттифак».

## Клубная карьера
Амин Бухари — воспитанник клуба «Аль-Иттихад». 15 сентября 2018 года впервые попал в заявку на матч Саудовской Про лиги против «Аль-Кадсия», за основной состав не дебютировал и привлекался к играм в молодёжном составе.
29 января 2020 года на правах свободного агента стал игроком клуба «Ан-Наср». 26 ноября 2021 года в матче против «Аль-Ахли» он дебютировал в чемпионате Саудовской Аравии. В октябре 2020 года, Бухари на правах аренды перешёл в клуб второго дивизиона Саудовской Аравии «Аль-Айн». 7 ноября в матче против «Аль-Ахли» он дебютировал в составе нового клуба. По итогам месяца, Амин Бухари был признан вратарём месяца.

## Карьера в сборной
В мае 2017 года Амин Бухари принял участие в молодёжном чемпионате мира в Южной Корее. На турнире он сыграл в матчах против команд Эквадора, США и Уругвая.
В 2021 году был включён в заявку Саудовской Аравии на летние олимпийские игры в Японии. На турнире он сыграл в матче заключительного тура против команды Бразилии.
В октябре 2018 года получил вызов в национальную сборную Саудовской Аравии. В товарищеском матче против Ирака он остался на скамейке запасных. В ноябре 2019 года был включён в заявку команды на Кубок наций Персидского залива по футболу, в финальном матче турнира против Бахрейна попал в заявку на матч.